# Közös vállalat
A közös vállalat a magyar jog szerint a rendszerváltás előtt a gazdasági társulás, majd a rendszerváltás után a gazdasági társaság jogi személyiséggel rendelkező formája volt. Rövidítése: „kv”.  

## Története
A gazdasági társulásokról szóló 1978. évi 4. tvr. a jogi személyiséggel rendelkező gazdasági társulások egyik fajtájaként ismerte el a közös vállalatot.
A rendszerváltás után 1997-től a közös vállalat olyan gazdasági társaság volt, amely a kötelezettségeiért elsősorban vagyonával felel. Ha a vagyona a tartozásokat nem fedezi, úgy a tagok együttesen, kezesként felelnek. 

Az új gazdasági törvény kidolgozása közben merült fel, hogy a közös vállalatokat, gazdasági jelentéktelenségük és kis számuk miatt meg kellene szüntetni. Ezt a jogalkotó elfogadta, így a 2006. évi IV. törvény szerint 2006. július 1-jétől új közös vállalat nem alapítható. A már létrejött közös vállalatok a fenti szabályok alapján működhetnek tovább.